# ایران جوان (هفته‌نامه)

تصویر جلد شماره ۱۳۸ هفته‌نامه ایران جوان

ایران جوان هفته‌نامه‌ای متعلق به مؤسسه فرهنگی مطبوعاتی ایران با تمرکز بر موضوعات جوانان بود. این نشریه در سال ۱۳۷۹ توقیف و در نهایت با تشکیل دادگاه در سال ۱۳۸۸ امتیاز آن لغو گردید .